# Hüseyin Kandemir
Hüseyin Kandemir, né le 9 septembre 1986 à Adana, est un rameur turc, poids léger.
Il est membre du huit poids légers qui remporte la médaille de bronze lors des Championnats du monde 2014 à Amsterdam. 